# Епархия Трира
Епархия Трира (лат. Dioecesis Trevirensis, нем. Bistum Trier) — епархия в составе архиепархии-митрополии Кёльна Римско-католической церкви в Германии. В настоящее время епархией управляет епископ Штефан Аккерманн. Вспомогательные епископы — Лео Шварц, Роберт Брам, Йорг Михаэль Петерс, Хельмут Дизер.
Клир епархии включает 1 053 священников (730 епархиальных и 323 монашествующих священников), 167 диаконов, 559 монахов, 1 785 монахинь.
Адрес епархии: Hinter dem Dom 6, D-54290 Trier; Postfach 1340, D-54203 Trier, Bundesrepublik Deutschland.

## Территория
В юрисдикцию епархии входит 926 приходов на юго-западе Германии: в упразднённых административных районах Кобленц и Трир в земле Рейнланд-Пфальц и во всей земле Саар, кроме округа Саарпфальц-Крайс.
Все приходы объединены в 35 деканатов.
Кафедра епископа находится в городе Трир в церкви Святого Петра.

## История
Кафедра Трира в современной земле Рейнланд-Пфальц является старейшей в Германии. Имена епископов Трира содержатся в письменных источниках с середины III века.
Уже во время правления Меровингов епископы Трира пользовались существенной автономией. Кафедра Трира была возведена в ранг архиепархии-митрополии в VIII веке.
Архиепископство Трира было важным церковным княжеством Священной Римской империи, чьи границы проходили вдоль Мозеля между Триром и Кобленцом. 1 мая 1196 года на алтарь собора архиепархии была возложена риза Иисуса Христа, по преданию, обретённая чудесным образом императрицей святой Еленой. С XIII века архиереи Трира носили почётный титул Архиканцлера Галлии и Арльского королевства. С 1356 года архиепископ Трира стал вторым по чести из семи выборщиков Священной Римской империи. Ему была дана особая привилегия, по просьбе архиепископа Майнца, первым оглашать результаты выборов и имя нового императора.
В Средневековье территория архиепархии расширилась за счёт приобретения и пожертвований земель большей части долины Мозеля. Церковное княжество включало Кобленц и Трир, крепость Эренбрайтштайн, Кокхайм, Боппард и эксклавы в графстве Лимбург, герцогстве Шёнбург, Эгер, Монтабор, Майен, Даун, княжество Вормс, часть города Ладенбург, княжеское аббатство Прюм.
От митрополии Трира зависели епископства Меца, Тула, Вердена, Нанси и Сен-Дье (ныне на территории Франции) и Гиссена, на правом берегу Рейна (ныне в митрополии Кёльна).
С 1786 года началось постепенное снижение роли архиепархии в политической жизни Священной Римской империи. В 1795 году территория архиепископства и церковного княжества к западу от Рейна была оккупирована Францией. 29 ноября 1801 года кафедра Трира утратила статус архиепархии. В 1803 году было упразднено и церковное княжество, чьи земли на правом берегу Рейна были присоединены к княжеству Нассау.
16 июля 1821 года буллой De salute animarum Папы Пия VII епархия Трира вошла в состав церковной провинции Кёльна и 16 августа того же года уступила часть своей территории в пользу новой епархии Лимбурга.
В 1844 году, во время выноса ризы Иисуса Христа, Йоханнес фон Ронге организовал раскольническую группу «немецких католиков». Причиной такого поведения бывшего католического священника стало несогласие с проповедью епископа Вильгельма Арнольди, утверждавшего возможность исцеления посредством реликвии. Раскольники отказались от целибата, практики отлучения от церкви, индульгенций и устного исповедания грехов. Вначале к ним присоединились двести общин по всей Германии, но уже в 1911 году их численность составляла всего лишь 2.000 последователей в Саксонии. Позднее они вошли в состав движения старокатоликов.
Епископы Трира пользуются привилегией украшения галеро на епископском гербе десятью кистями по бокам, как у архиепископов.

## Ординарии епархии
| - святой Евхарий (250); - святой Валерий (300); - святой Матерн (300); - святой Валентин (305); - святой Агриций (314 — 13.01.332); - святой Максимин (13.08.332 — 12.09.349); - святой Павлин (349—358); - Боноз (358 — 17.02.373); - Бритто (373 — 05.05.386); - Феликс (386—398); - Маврикий (398—407); - Легонтий (446); - святой Север (455); - святой Кирилл (457); - Иамвлих (457); - Эмер (V век); - Мар (465); - Волузиан (V век); - Милет (V век); - святой Модест (486 или 489); - Максимиан (498); - Фибиций (500—526); - Абрункул (526—527); - святой Ницетий (не позднее 532—560-е годы); - Рустик (566—570); - святой Магнерик (570—596); - Гундерих (596—600); - святой Сибальд (600); - Северин (VII век); - Модоальд (622—640); - святой Нумериан (640 — 666); - святой Идульф (666 — 671); - святой Басин (671—695); - Лиутвин (695 — 29.09.713); - Мило (713—753); - святой Веомад (753—791); - Рихбод (791 — 01.10.804); - Виццо (804—809); - Амаларий (809—814); - Хетти (814 или 819 — 27.05.847); - Дитгольд (847—868); - Бертольф (869 — 10.02.883); - Радбод (08.04.883 — 30.03.915); - Рутгер (915 — 27.01.930); - Рутберт (930—956); - Генрих I (956—964); - Теодорих I (965 — 05.06.977); - Эгберт (977 — 09.12.993); - Лудольф (994 — 19.03.1008); - Адальберо Люксембургский (1008); - Мегингод (1008 — 24.12.1015); - Поппо (01.01.1016 — 16.06.1047); - Эберхард (28.06.1047 — 15.04.1066); - святой Куно I фон Пфюллинген (1066 — 01.06.1066); | - Удо фон Нелленбург (1066 или 1068 — 11.11.1078); - Эгильберт фон Ортенбург (06.01.1079 — 03.09.1101); - Бруно фон Бреттен (13.01.1102 — 25.04.1124); - Готфрид фон Фальмагне (02.07.1124 — 17.05.1127); - Мегингер (1127 — 01.10.1130); - Альберо фон Монтрёль (19.04.1131 — 18.01.1152); - Хиллин фон Фальмагне (28.01.1152 — 23.10.1169); - Арнольд I фон Валькур (1169 — 25.05.1183); - Фольмар фон Карден (1183—1189); - Иоганн I (20.10.1190 — 15.07.1212); - Теодорих II фон Вид (24.11.1212 — 27.03.1242); - Арнольд II фон Изенбург (23.01.1245 — 04.11.1259); - Генрих II фон Финштинген (1260 — 26.04.1286); - Боэмунд I фон Варсенберг (29.03.1289 — 09.12.1299); - Дитер фон Нассау (18.01.1300 — 22.11.1307) — доминиканец; - Генрих III Вирнебург(1300—1306) — антиепископ; - Балдуин фон Люксембург (12.02.1308 — 21.01.1354); - Боэмунд II фон Саарбрюккен (02.05.1354 — 1362); - Куно II фон Фалькенштейн (27.05.1362 — 21.05.1388); - Вернер фон Фалькенштайн (1388 — 04.10.1418); - Отто фон Цигенхейн (22.12.1418 — 13.02.1430); - Рабан фон Хельмштадт (22.05.1430 — 1438 или 1439); - Якоб I фон Сирк (19.05.1439 — 28.05.1456); - Иоганн II Баденский (25.10.1456 — 09.02.1503); - Якоб II Баденский (09.02.1503 — 27.04.1511); - Рихард Графенклау цу Вольратс (07.01.1512 — 13.03.1531); - Иоганн III фон Метценхаузен (27.11.1531 — 22.07.1540); - Иоганн IV Людвиг фон Хаген (10.12.1540 — 23.03.1547); - Иоганн V фон Изенбург (01.07.1547 — 18.02.1556); - Иоганн VI фон дер Лейен (09.03.1556 — 10.02.1567); - Якоб III фон Эльц (22.08.1567 — 04.06.1581); - Иоганн VII фон Шёненберг (26.01.1582 — 01.05.1599); - Лотарь фон Меттерних (13.10.1599 — 07.09.1623); - Филипп Кристоф фон Зётерн (11.03.1624 — 07.02.1652); - Карл Каспар фон дер Лейен (07.02.1652 — 01.06.1676); - Иоганн Гуго фон Орсбек (01.06.1676 — 06.01.1711); - Карл III Иосиф Лотарингский (26.01.1711 — 04.12.1715); - Франц Людвиг фон Пфальц-Нойбург (23.12.1716 — 03.03.1729); - Франц Георг фон Шёнборн-Букхайм (07.09.1729 — 18.01.1756); - Иоганн Филипп фон Вальдердорф (18.01.1756 — 12.01.1768); - Клеменс Венцеслав Саксонский (14.03.1768 — 29.11.1801); - Карл Маннай (Шарль Мане) (05.07.1802 — 1816); - Йозеф фон Хоммер (03.05.1824 — 11.11.1836); - Вильгельм Арнольди (21.06.1842 — 07.01.1864); - Леопольд Пельдрам (29.12.1864 — 03.05.1867); - Маттиас Эберхард (16.07.1867 — 30.05.1876); - Михаэль Феликс Корум (12.08.1881 — 04.12.1921); - Франц Рудольф Борневассер (12.03.1922 — 20.12.1951); - Маттиас Вер (20.12.1951 — 19.11.1966); - Бернхард Штайн (25.04.1967 — 05.09.1980); - Герман Йозеф Шпиталь (24.02.1981 — 15.01.2001); - Лео Шварц (4.01.1982 — 14.03.2006) — вспомогательный епископ; - Рейнхард Маркс (20.12.2001 — 30.11.2007) — назначен архиепископом Мюнхена и Фрайзинга; - Штефан Аккерман (с 8 апреля 2009 года — по настоящее время). |  |

## Статистика
На конец 2010 года из 2 468 000 человек, проживающих на территории епархии, католиками являлись 1 504 500 человек, что соответствует 61,0 % от общего числа населения епархии.
| год  | население | население | население | священники | священники        | священники         | священники                           | постоянные диаконы | монахи  | монахи  | приходы |
| год  | католики  | всего     | %         | всего      | белое духовенство | черное духовенство | число католиков на одного священника | постоянные диаконы | мужчины | женщины | приходы |
| ---- | --------- | --------- | --------- | ---------- | ----------------- | ------------------ | ------------------------------------ | ------------------ | ------- | ------- | ------- |
| 1950 | 1.527.000 | 2.005.000 | 76,2      | 1.258      | 365               | 1.623              | 940                                  |                    | 1.230   | 6.010   | 909     |
| 1969 | 1.850.977 | 2.601.648 | 71,1      | 1.382      | 558               | 1.940              | 954                                  |                    | 1.094   | 5.420   | 873     |
| 1980 | 1.930.293 | 2.313.490 | 83,4      | 1.081      | 619               | 1.700              | 1.135                                | 39                 | 1.035   | 3.476   | 978     |
| 1990 | 1.802.456 | 2.485.500 | 72,5      | 1.385      | 971               | 414                | 1.301                                | 63                 | 770     | 3.300   | 978     |
| 1999 | 1.659.905 | 2.368.000 | 70,1      | 1.255      | 862               | 393                | 1.322                                | 22                 | 649     | 2.558   | 969     |
| 2000 | 1.646.599 | 2.368.000 | 69,5      | 1.234      | 852               | 382                | 1.334                                | 106                | 620     | 1.851   | 969     |
| 2001 | 1.633.383 | 2.368.000 | 69,0      | 1.204      | 842               | 362                | 1.356                                | 117                | 639     | 2.392   | 965     |
| 2002 | 1.620.662 | 2.300.000 | 70,5      | 1.184      | 830               | 354                | 1.368                                | 121                | 626     | 2.292   | 965     |
| 2003 | 1.609.251 | 2.300.000 | 70,0      | 1.103      | 752               | 351                | 1.458                                | 140                | 624     | 2.262   | 965     |
| 2004 | 1.592.042 | 2.500.000 | 63,7      | 1.068      | 730               | 338                | 1.490                                | 143                | 596     | 2.178   | 959     |
| 2010 | 1.504.500 | 2.468.000 | 61,0      | 1.053      | 730               | 323                | 1.428                                | 167                | 559     | 1.785   | 926     |